# Bodenwöhr
Bodenwöhr es un municipio situado en el distrito de Schwandorf, en el estado federado de Baviera (Alemania), con una población a finales de 2016 de unos 4252 habitantes.
Se encuentra ubicado al este del estado, en la región de Alto Palatinado, cerca de la orilla del río Naab —un afluente izquierdo del Danubio— y de la frontera con República Checa.